# Kunstakademiet i Düsseldorf
Kunstakademiet i Düsseldorf (tysk: Kunstakademie Düsseldorf) er et traditionsrigt kunstakademi i Düsseldorf, hovedstaden i den tyske delstat Nordrhein-Westfalen. Det blev grundlagt i 1773 som kurfyrstelig-pfalzisk akademi for maler-, billedhugger- og bygningskunst. Efter at det kurfyrstelige billedgalleri var blevet sendt til München under Napoleonskrigene, besluttede den preussiske regering i 1819 at genåbne akademiet som kongelig preussisk kunstakademi. Den første direktør var Peter von Cornelius. Under Wilhelm von Schadow udviklede akademiet sig til et af de mest anerkendte kunstakademier i Europa og gav navn til Düsseldorf-skolen inden for malerkunsten. En række kunstnere fra Skandinavien, Rusland og USA har studeret ved Kunstakademie Düsseldorf.